# Фелис, Майкл
Майкл Фелис (англ. Michael Feliz, 28 июня 1993, Асуа-де-Компостела) — доминиканский бейсболист, питчер команды Главной лиги бейсбола «Питтсбург Пайрэтс».

## Карьера
В 2010 году Фелис в статусе международного свободного агента подписал контракт с клубом «Хьюстон Астрос». В сезоне 2014 года он сыграл в двадцати пяти матчах за клуб A-лиги «Квад-Сити Ривер Бэндитс» и принял участие в Матче всех звёзд будущего. В ноябре Майкл был включён в расширенный состав «Хьюстона». В мае 2015 года он был вызван в основной состав и дебютировал в игре с «Чикаго Уайт Сокс», отыграв последний иннинг. После игры Фелис был переведён в фарм-клуб «Корпус-Кристи Хукс» чтобы освободить место для восстановившегося после травмы Бретта Оберхольцера. Всего в сезоне 2015 года он сыграл в пяти матчах в МЛБ. Весной следующего года Майкл удачно провёл весенние сборы и был включён в состав клуба на стартовую игру чемпионата. В чемпионате он отыграл 65 иннингов, сделав в них 95 страйкаутов и войдя в число пяти лучших реливеров по этому показателю.
Сезон 2017 года сложился для Майкла не лучшим образом. Он пропустил месяц из-за травмы плеча, а в проведённых на поле 48 иннингах его пропускаемость составила 5,63. Часть чемпионата Фелис провёл в младших лигах. В январе 2018 года он перешёл в «Пайрэтс» в рамках сделки по обмену Геррита Коула. Первый сезон в составе «Питтсбурга» он провёл неудачно, отыграв 43,1 иннинга с пропускаемостью 6,02. Обозреватель сайта thesportsdaily.com Мэтт Шетлер связал спад в игре Фелиса, начавшийся в конце мая, с низкой эффективностью его главной подачи — слайдера. 